# Angelika Waldis
Angelika Waldis, eigentlich Bucher-Waldis (* 3. März 1940 in Luzern), ist eine Schweizer Schriftstellerin und Journalistin.

## Leben
Angelika Waldis war Lehrerin und Journalistin. Von 1982 bis Ende 1999 leitete sie mit ihrem Ehemann, dem Grafiker Otmar Bucher, die von ihnen gegründete Jugendzeitschrift Spick. Seit etwa 2000 schreibt Waldis Romane und Geschichten für Erwachsene.
Für die Erzählung Tita und Leo wurde sie 2000 mit dem Schweizer Jugendbuchpreis ausgezeichnet. Ihr Roman Ich komme mit wurde zum Lieblingsbuch des Deutschschweizer Buchhandels 2019 gewählt und erhielt den ZKB Schillerpreis 2019.
Sie wohnt in Gockhausen bei Dübendorf.

## Werke
- Mein Elefant Sahib. Fotos von Fred Mayer. Reich, Düsseldorf 1972, ISBN 3-87668-407-2 (Kinderbuch).
- Tita und Leo. Eine Feriengeschichte. Haffmans, Zürich 1999, ISBN 3-251-00449-2 (Als Ravensburger Taschenbuch. Band 52371: Ravensburger Buchverlag, Ravensburg 2008, ISBN 978-3-473-52371-9).
- Tu nicht so. Geschichten. Kein & Aber, Zürich 2004, ISBN 3-0369-5122-9.
- Benjamin, mach keine Dummheiten während ich tot bin. Gespräche mit meinem Enkel. Oesch, Zürich 2005, ISBN 3-0350-0030-1.
- Rocco und Jele. Eine Liebe – Zwei Geschichten. Schwartzkopff-Buchwerke, Berlin 2005, ISBN 3-937738-35-5.
- Verschwinden. Zwei Geschichten. Kein & Aber, Zürich 2006, ISBN 3-0369-5156-3.
- Die geheimen Leben der Schneiderin. Roman. Kein & Aber, Zürich 2008, ISBN 978-3-0369-5519-3.
- Einer zu viel. Roman. Kein & Aber, Zürich 2010, ISBN 978-3-0369-5558-2.
- Züri Gschnätzlets. Wahre und unwahre Beobachtungen. Europa-Verlag, Zürich 2011, ISBN 978-3-905811-27-8.
- Aufräumen. Roman. Europa-Verlag, Zürich 2013, ISBN 978-3-905811-76-6.
- Das geheime Leben der Schneiderin. Roman. Europa-Verlag, Zürich 2014, ISBN 978-3-905811-90-2.
- Marktplatz der Heimlichkeiten. Roman. Europa-Verlag, Zürich 2015, ISBN 978-3-906272-35-1.
- Ich komme mit. Roman. Wunderraum, München 2018, ISBN 978-3-336-54797-5.
- Lauter nette Menschen. Roman. Wunderraum, München 2021, ISBN 978-3-442-31589-5.
- Berghau. Roman. Atlantis, Zürich 2023, ISBN 978-3-7152-5504-0.

## Werkadaptionen
- Anne Hentschel, Marc Pendzich: Tita und Leo – Ferien zwischen den Jahrhunderten. Das musikverwobene Theaterspiel nach dem Jugendroman „Tita und Leo – eine Feriengeschichte“ von Angelika Waldis. Theaterverlag Mahnke, Verden (Aller) 2008, DNB 988503182.